# Гидарн (отец Статиры)
Гидарн (др.-греч. Ὑδάρνης, др.-перс.: Vidarna) — персидский аристократ, принимавший активное участие в сражениях Персидской империи во время правления Дария II. Он был потомком (возможно, внуком) Гидарна Младшего, который сам был сыном Гидарна, одного из семи персидских заговорщиков, свергнувших Лже-Смердиса. Он был отцом Статиры и Теритухма.